# Олимпийский комитет Канады
Олимпийский комитет Канады (англ. Canadian Olympic Committee, фр. Comité olympique canadien, ОКК (англ. и фр. COC) — некоммерческая организация, представляющая канадских спортсменов в Международном олимпийском комитете (МОК) и на Панамериканских играх. Официально признан МОК в 1907 году. На настоящий момент включает 464 члена.
Штаб-квартира организации в Торонто, Онтарио. Действующий президент — Майкл Чэмберс (англ. Michael Chambers).
29 мая 2009 года ОКК и Олимпийская ассоциация Барбадоса подписали Меморандум о взаимопонимании (МОВ) по сотрудничеству между двумя органами. Это предложение позволит наладить более тесные партнёрские отношения между спортивными федерациями Канады и Барбадоса со спортсменами . Это включает в себя свободный обмен тренеров, официальных лиц, тренеров, судей, экспертов и учёных для участия в семинарах, курсах и консультациях.